# Жуків (Івано-Франківський район)
Жу́ків — село Обертинської селищної громади  в Івано-Франківському районі Івано-Франківської області, Україна. Розташоване  за 9 кілометрів від залізничної станції Коршів. Населення — 1956 осіб.

## Коротка історія
На окраїнах села знаходяться курганний могильник Жуків I невизначеної приналежності в урочищі Могили та поселення Жуків II черняхівської культури.
Відома перша згадка — 1420 року. У 1423 році населений пункт мав статус міста, місто було королівщиною. 1442 року король Владислав ІІІ Варненьчик записав канцлеру Яну «Ташці» з Конєцполя 1000 гривень, забезпечених на Жукові.
Принаймні з 1458 року місто було власністю Миколая Слочика. 1461 року його вдова Анна, видаючи доньку Анну за коломийського війта Яна зі Снилодова, передала йому права на половину доходів з мита і млина в Жукові. У 1540–1615 роках місто було власністю родини Корицінських. 1624 року містечко було дощенту спалене татарами. Певне, через знищення 1640 року згаданий як село.Тут збереглися стародавні кургани. Селяни брали участь у боротьбі проти польської шляхти 1648—1654 pp. Вони палили поміщицькі маєтки, ішли в загони повстанців полковника Я. Поповича, що діяв у Товмачі, разом з козаками штурмували Обертинський замок.
Загиблим у боротьбі з фашистами споруджено пам'ятник.

## Інфраструктура
У селі розміщується центральна садиба колгоспу ім. Щорса. Земельних угідь — . Господарство спеціалізується на виробництві молока і свинини. Господарство надає також різноманітну матеріальну допомогу місцевій футбольній команді. Також у селі налічується 8 магазинів, та клуб.

## Освіта
На території села функціонує дошкільний навчальний заклад "Дзвіночок". Також є шкода І-II ступенів, де здійснюється навчання протягом дев'яти років. Всі охочіі після закінчення Жуківської ЗОШ можуть продовжити навчання в Обертинській ЗОШ І-III ступенів, та здобути повну середню освіту. Також в селі є бібліотека.

## Медицина
На території села функціонує ФАП, що підпорядковується Тлумацькій ЦРЛ.

## Пам'ятки
- Найвидатнішою пам'яткою села Жуків є замок, який захищав селян протягом періодичних нападів монголо-татар.

## Світлини

## Релігія
За часів Незалежності України 1991-1992 рр. в селі Жуків сформувалася місцева церковна громада, яка за кошти небайдужих людей спорудили храм, який кожної неділі відправляються Божественні Літургії.

## Відомі люди
- Сенгалевич Михайло — греко-католицький священик, декан Жуківського деканату (1866-1873), посол (депутат) Австрійського парламенту.